# بی‌بی مریم بختیاری
بی‌بی مریم بختیاری (زادهٔ ۱۲۵۳ منطقه بختیاری – درگذشته ۱۳۱۶ اصفهان) مشهور به سردار مریم بختیاری، نویسنده ایرانی و از زنان فعال در انقلاب مشروطه بود. خانوادهٔ بی‌بی‌مریم از بانفوذترین خاندان‌های ایرانی در دوره قاجار به‌شمار می‌آمد. پدرش؛ حسین‌قلی‌خان ایلخانی (از خوانین ایل بختیاری) و برادران او؛ علیقلی خان سردار اسعد (از رهبران انقلاب مشروطه) و نجفقلی صمصام‌السلطنه (دو دوره رئیس‌الوزرای ایران) و نیز عموزادگان وی، از رجال شناخته‌شده دوران قاجار و پهلوی محسوب می‌شدند. او مادر علیمردان خان بختیاری بود. بی‌بی‌مریم از پیشگامان مطالبات حقوق زنان و از مدافعان ملّی سرزمین ایران در خلال جنگ جهانی اول به‌شمار می‌آمد. که دراستان خوزستان شهر قلعه تل به دنیا آمده است

## زندگی‌نامه
بی‌بی مریم بختیاری، دختر حسینقلی خان ایلخانی در سال ۱۲۵۳ در منطقه بختیاری زاده شد. او از زنان باسواد و روشنفکر عصر خود بود، که همزمان با وقوع انقلاب مشروطه، به طرفداری از حقوق زنان برخاست. وی فنون اردوکشی نظامی و لشکر داری را از پدر و برادرانش آموخت و آموزه‌ها را در زمان نبردهای انقلاب مشروطه؛ در فتح تهران و نیز فتح اصفهان، همچنین در جنگ جهانی اول به کار بست. وی از سرمایه مادی و معنوی خانواده خود برای تشکیل یک هنگ از سواران بختیاری، برای مبارزه با اشغال‌گران روس و انگلیس، در جنگ جهانی اول استفاده کرد.

## فتح تهران
بی‌بی مریم، یکی از مشوقان اصلی سردار اسعد بختیاری برای فتح تهران محسوب می‌شد. وی طی نامه‌ها و تلگراف‌های مختلف بین سران ایل بختیاری و سخنرانی‌های مهیج، افراد ایل را جهت مبارزه با استبداد صغیر در زمان محمدعلی‌شاه قاجار، آماده می‌کرد و همواره به عنوان یکی از شخصیت‌های ضداستعماری و استبدادی عصر قاجار مطرح بود.
بی‌بی مریم بختیاری، پیش از فتح تهران، مخفیانه با عده‌ای سوار وارد تهران شد و در خانه پدری حسین ثقفی، منزل کرد.
به مجرد حمله سواران بختیاری به فرماندهی علی‌قلی‌خان سردار اسعد، به تهران، پشت بام خانه را که مشرف به میدان بهارستان بود، سنگربندی کرد و با عده‌ای سوار بختیاری، از پشت سر با قزاق‌های طرفدار محمدعلی‌شاه، مشغول نبرد شد. در این رویداد، او شخصاً تفنگ به دست گرفت و با قزاقان جنگید. نقش او در فتح تهران، میزان محبوبیتش را در ایل بختیاری و مجاهدین مشروطه‌خواه، افزایش داد و طرفداران بسیاری یافت، به طوری که به لقب سرداری مفتخر شد.

## انقلاب مشروطه
منزل بی‌بی مریم، پناهگاه بسیاری از آزادی‌خواهان عصر مشروطه بود. به طوری که هنگام فتح اصفهان، توسط روس‌ها در جنگ جهانی اول، فن کاردف؛ کاردار سفارت آلمان، به خانه بی‌بی مریم بختیاری پناه برد و مدت ۳ ماه و نیم در پناه او بود. کاردف پس از شکست بختیاری‌ها از روس‌ها و کشته شدن ۵۸ نفر از سواران بختیاری، راهی کرمانشاه شد و از آنجا به برلن رفت.
به پاس حمایت‌های بی‌بی مریم از کاردار سفارت آلمان در خلال جنگ جهانی اول، ویلهلم دوم (امپراتور آلمان) کمان تمثال میناکاری و الماس‌نشان و نیز صلیب آهنین، که در آن هنگام، مهم‌ترین نشان امپراتوری آلمان بود، را برای او ارسال کرد. جریان مبارزات سردار مریم بختیاری با بریتانیایی‌ها در طی قرارداد ۱۹۱۹ و نیز کودتای ۱۲۹۹ همچنان ادامه یافت، به طوری که محمد مصدق، حاکم وقت فارس، در زمان کودتای ۱۲۹۹، پس از مخالفت و عزل از اصفهان، راهی منطقه بختیاری شد و مدت‌ها مهمان بی‌بی مریم بود.
محمدابراهیم باستانی پاریزی؛ از مورخان معاصر، در خصوص بی‌بی مریم می‌نویسد:
در این کوهستان زنی می‌زیسته که برابر ۱۰۰ مرد، در سرنوشت تاریخ معاصر ایران دخیل بوده است. منظورم بی‌بی مریم بختیاری است، که وقتی در جنگ بین‌الملل اول، ایرانیان وطن‌خواه ابتدا از اولتیماتوم روس و بعد از هجوم انگلیسی‌ها، ناچار به مهاجرت و آواره کوهستان شدند، این زنِ نامدار، همه آنان را پناه داد.

## روزنامه خاطرات
بی‌بی‌مریم زنی باسواد و روشنفکر بود و از معدود زنان زمان خویش بود، که حوادث عصر خویش را می‌نوشت. کتاب خاطرات بی‌بی‌مریم سال‌ها پس از درگذشتش، منتشر شد، که در آن دربارهٔ دوران کودکی و نوجوانی، شرح زندگی و حوادث سیاسی تا پایان دوره مشروطیت را نوشته است. خاطرات، به قلمی ساده و روان، از سال ۱۲۹۶ هجری شمسی ثبت شده است.
بی‌بی‌مریم در ابتدای خاطراتش اینطور نوشته است:
به امید خداوند که امیدوارم فرصت بدهد به بنده که یک زن ایرانی و از ایل بختیاری می‌باشم، روزنامه خاطرات خود را ساده و مختصر بنویسم. به تاریخ ماه شعبان المبارک ۱۳۳۶ هجری قمری.

## خانواده ایلخانی
پدر بی‌بی‌مریم، فرزند حسین‌قلی‌خان ایلخانی بود، که در زمان حیات، به مدت ۳۰ سال حاکم بلامنازع ایل بختیاری بشمار می‌آمد. بی‌بی‌مریم دارای ۶ برادر و ۱۱ خواهر، از همسران متعدد پدرش بود. برادران وی که هر کدام به نحوی در تاریخ معاصر ایران نقش آفرین بودند عبارتند از: اسفندیارخان، نجفقلی صمصام‌السلطنه، امیرقلی‌خان، علیقلی‌خان سردار اسعد، خسروخان سردار ظفر و یوسف‌خان امیر مجاهد.
خانواده بی‌بی‌مریم که به خاندان ایلخانی شهرت داشتند، در اواخر دوره قاجار سمت‌های گوناگونی را در مقاطع مختلف برعهده داشتند. پس از انقلاب مشروطه، برادران و عموزادگان او در مناصبی چون وزارت، نمایندگی مجلس شورای ملی و رئیس‌الوزرایی (نجفقلی صمصام‌السلطنه برادر بزرگتر او) حضوری فعال داشتند. بسیاری از رجال سیاسی و نویسندگان آزادی‌خواه ایرانی همچون علی‌اکبر دهخدا، ملک الشعرای بهار و وحید دستگردی با خانواده بی‌بی مریم و نیز با خود او، ارتباط و معاشرت داشتند. در دوره پهلوی اول و دوم نیز نسل‌های بعدی خاندان ایلخانی در محیط سیاسی و اجتماعی حضوری فعال داشتند، که می‌توان به افرادی چون: جعفرقلی‌خان بختیاری، تیمور بختیار و شاپور بختیار اشاره کرد.

## دریافت نشان پادشاهی آلمان
در اوایل شروع جنگ جهانی اول، سفیر آلمان همراه با ۷۰۰ افسر به بی بی مریم بختیاری برای حفظ جان پناه بردند. قبل از پایان جنگ به دستور قیصر ویلهلم دوم برای تشکر و قدردانی از نجات سربازان آلمانی، بالاترین مدال نظامی را برای ایشان ارسال کردند.

## درگذشت
سردار مریم بختیاری، در سال ۱۳۱۶ خورشیدی، ۳ سال پس از اعدام فرزند ارشدش؛ علی‌مردان خان در شهر اصفهان در گذشت. او در تکیه بختیاری‌ها در جوار تکیه میرفندرسکی در تخت فولاد در اصفهان به خاک سپرده شد.

## در فرهنگ عامه
زندگی بی‌بی مریم سوژه سریال تلویزیونی، بانوی سردار، ساخته پرویز شیخ طادی، از شبکه سوم سیما، پخش شده است.